# ブルモウスキー空軍基地
ブルモウスキー空軍基地（ブルモウスキーくうぐんきち、ドイツ語: Fliegerhorst Brumowski）は、ニーダーエスターライヒ州ランゲンレバーンに位置する、オーストリア連邦軍の基地である。航空支援コマンド隷下の航空支援航空団が所在する。

## 所在部隊
- 航空支援コマンド隷下
  - 航空支援航空団[1]
    - 中型輸送ヘリコプター飛行隊 - S-70A-42
    - 多目的ヘリコプター飛行隊 - OH-58B
    - 軽航空輸送飛行隊 - PC-6/B2-H2
    - 航空偵察飛行隊 - PC-6/B2-H2、OH-58B

  - 第1整備施設

## 事故
- 1963年5月28日、DHC-2輸送機が着陸中に滑走路から数百メートル手前の穀物畑に墜落し、パイロットのほか、搭乗していた軍医と衛生兵4人全員が死亡した[2]。
- 1999年9月24日、Ärzteflugambulanz GmbHのリアジェット36が着陸許可が出されていない滑走路08に着陸し、追い風を受けた影響で滑走路を約220メートルオーバーランし、機体が大破した[3]。